# Gare de Bourbourg
Pour les articles homonymes, voir Bourbourg (homonymie).
La gare de Bourbourg est une gare ferroviaire française de la ligne de Coudekerque-Branche aux Fontinettes, située sur le territoire de la commune de Bourbourg dans le département du Nord, en région Hauts-de-France. 
Elle est mise en service en 1876 par la Compagnie des chemins de fer du Nord. C'est une halte voyageurs de la Société nationale des chemins de fer français (SNCF), desservie par des trains TER Hauts-de-France.

## Situation ferroviaire
Établie à 4 mètres d'altitude, la gare de Bourbourg située au point kilométrique (PK) 17,589 de la ligne de Coudekerque-Branche aux Fontinettes entre les gares ouvertes de Grande-Synthe et de Gravelines. C'était une gare de bifurcation, aboutissement de la ligne de Watten - Éperlecques à Bourbourg (fermée).

## Histoire
La gare de Bourbourg est mise en service le 10 août 1876  par la Compagnie des chemins de fer du Nord lorsqu'elle inaugure la ligne de Calais à Dunkerque. Ce chemin de fer a été concédé et construit par la Compagnie du Nord-Est avant d'être cédée à la Compagnie du Nord. En décembre 1877 le Conseil général s'inquiète des voyageurs qui doivent attendre le train sur le quai extérieur qui ne dispose pas d'abri, il émet un vœu pour sa construction et le renouvelle avec insistance en avril 1879.
En 1885, la Compagnie installe une grue hydraulique et construit une citerne pour le chef de gare.
Bourbourg était autrefois reliée notamment à Watten-Éperlecques. Bourbourg était alors un petit nœud ferroviaire. Plusieurs trains passaient par Bourbourg.
En 1888, existent les lignes suivantes :
- Bourbourg à Dunkerque via Craywick, Coppenaxfort, Loon-Plage, Spycker, Petite-Synthe, Pont de Petite-Synthe, Coudekerque Branche. Le trajet dure environ trente minutes, deux à trois trains puis six en 1895[6] circulent par jour dans les deux sens.

- Bourbourg à Calais, via Gravelines, (durée du trajet : 7 minutes en 1903),  Vieille Eglise, Pont d'Oye, Offekerque, Marck, Beau-Marais, Saint-Pierre les Calais, (ancienne commune absorbée par Calais), Les Fontinettes. Durée environ trente minutes.

- Bourbourg à Watten via Bourbourg Campagne, Saint-Pierre-Brouck, Holque. Durée environ trente minutes[7].

## Service des voyageurs

### Accueil
Halte SNCF, c'est un point d'arrêt non géré (PANG) à accès libre. Néanmoins le bâtiment voyageurs est ouvert du lundi au vendredi et fermé les samedis, dimanches et jours fériés. Elle est équipée d'automates pour l'achat de titres de transport.

### Desserte
Bourbourg est desservie par des trains TER Hauts-de-France qui effectuent des missions entre les gares de Dunkerque et de Calais-Ville.

### Intermodalité
Un parc pour les vélos et un parking pour les véhicules y sont aménagés. La gare est desservie par les lignes 23 et Rapid'Ouest du réseau urbain DK'Bus ainsi que par les lignes 904 et 904E reliant Dunkerque à Saint-Omer.

## Travaux de modernisation
Le trafic TER a été suspendu le 9 décembre 2012 pour des travaux de modernisation de la ligne Calais - Dunkerque: Travaux sur ouvrages d'art, de voies (rails désormais en Longs Rails Soudés (LRS), ballast, traverses), d'électrification en 25 kV - 50 Hz, de modernisation des passages à niveau et de signalisation et de la pose de protections acoustiques. Des vérifications et essais débuteront au deuxième trimestre 2014 avant la réouverture de la ligne au dernier trimestre.